# Western Michigan Broncos

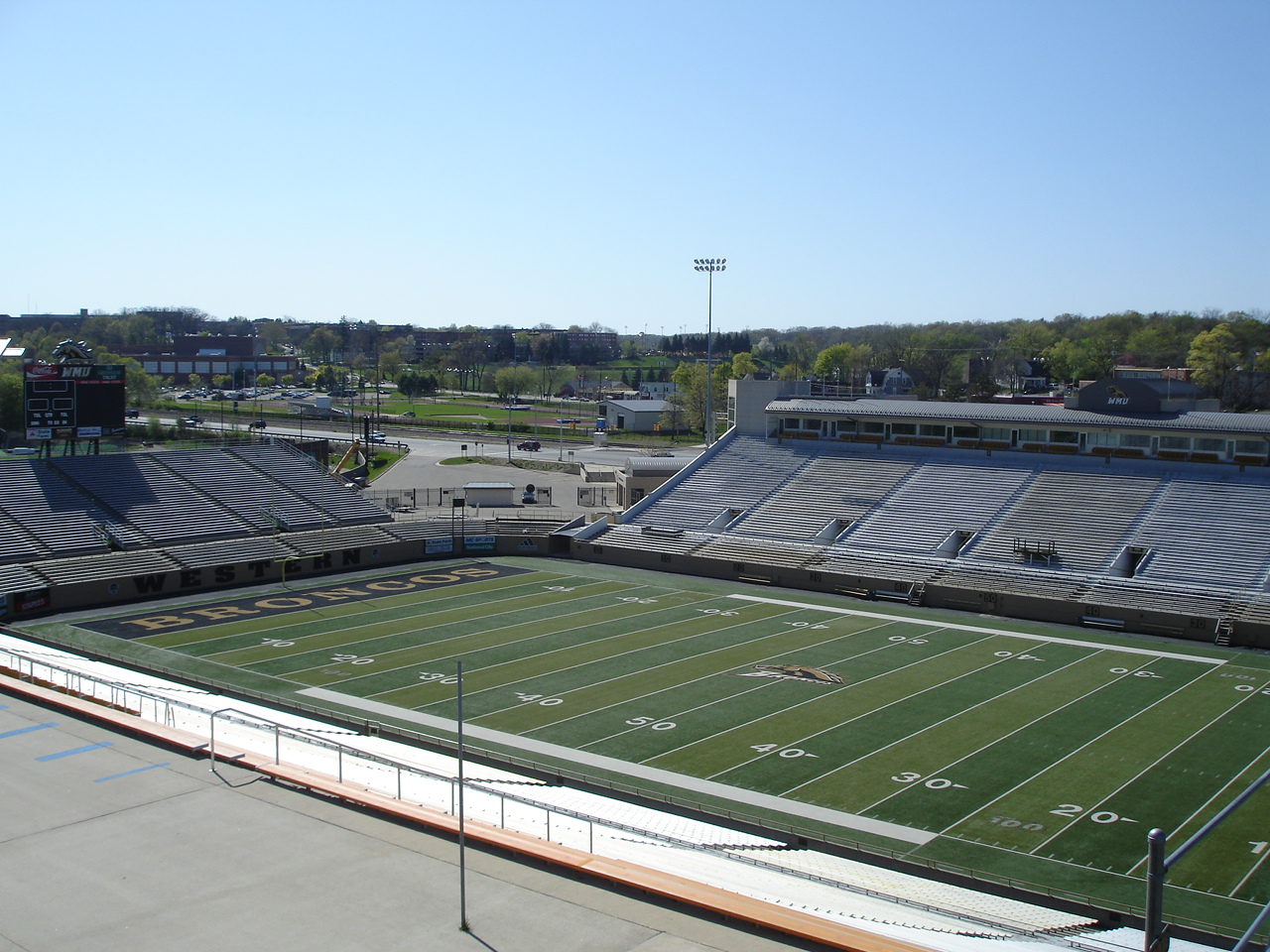
Waldo Stadium

Western Michigan Broncos (español: Broncos de Michigan Occidental) es el equipo deportivo de la Universidad de Míchigan Occidental, situada en Kalamazoo, Míchigan. Los equipos de los Broncos participan en las competiciones universitarias organizadas por la NCAA, y forma parte de la Mid-American Conference.

## Programa deportivo
Los Broncos participan en las siguientes modalidades deportivas:
| - Masculino - Hockey sobre hielo - Baloncesto - Béisbol - Fútbol americano - Fútbol - Tenis | - Femenino - Baloncesto - Cross - Golf - Gimnasia - Fútbol - Softball - Tenis - Atletismo - Voleibol |

### Fútbol americano
El equipo de fútbol americano comenzó a competir en el año 1906, y desde entonces han ganado 4 títulos de conferencia (3 ya en la Mid-American Conference, en 1966, 1988 y 2016) y de sus filas han salido 9 jugadores nombrados All-American. Han disputado 3 partidos bowl, perdiendo los 3.

### Baloncesto
A lo largo de su historia han ganado en 5 ocasiones la liga regular de su conferencia, ganando también el torneo de la misma en 2004. Un total de 6 jugadores de los Broncos han llegado a la NBA

#### Resultados en el Torneo de la NCAA
Los Broncos han aparecido en 3 Torneos de la NCAA. Su balance total de 2 victorias y 3 derrotas.
| Año  | Resultado        |
| ---- | ---------------- |
| 1976 | Octavos de final |
| 1998 | Segunda ronda    |
| 2004 | Primera ronda    |